# آلن (بازیکن فوتبال، زاده ۱۹۸۷)
آلان دا سیلوا سوزا (به پرتغالی: Alan da Silva Souza) هافبک اهل برزیل است که در شهر Andirá، پارانا، برزیل و در تاریخ ۹ دسامبر ۱۹۸۷ به دنیا آمده‌است.
آلان دا سیلوا سوزا در تیم‌های فوتبال Matsubara سابقهٔ حضور دارد.